# Trochochlamys ogasawarana
Trochochlamys ogasawarana é uma espécie de gastrópode  da família Euconulidae.
É endémica de Japão.